# Christina Schmidlin-Meier
Christina Schmidlin-Meier (* 10. April 1923 in Netstal, heute: Glarus; † 5. Januar 2011 in Ennenda, heute: Glarus) war eine Schweizer Politikerin (SP). Sie war 1972 die erste Frau, die in den Glarner Landrat gewählt wurde.

## Ausbildung, Beruf und Privates
Schmidlin-Meier wuchs als Tochter des SP-Nationalrats Christian Meier auf. Sie absolvierte eine Hauswirtschaftslehre und arbeitete als Sekretärin.
Schmidlin-Meier war mit dem Landratspräsidenten Armin Schmidlin verheiratet.

## Politik
1972 wurde Schmidlin-Meier als erste Frau in den Glarner Landrat gewählt. 1973 war sie die erste Frau, die an der Landsgemeinde sprach. Sie sass bis 1977 im Landrat. 1974 wurde sie als Richterin des Zivilgerichts gewählt. Von 1986 bis 1989 war sie an dieser Stelle Vizepräsidentin.

## Gesellschaftliches Engagement
Schmidlin-Meier war Präsidentin des Glarner Invalidenbundes und des Frauenturnvereins Ennenda. Ausserdem engagierte sie sich bei Pro Senectute.